# 埃德温·霍尔
艾德溫·赫伯特·霍爾（英語：Edwin Herbert Hall，1855年11月7日—1938年11月20日），美國物理學家，他發現了霍爾效應。霍爾曾在哈佛大學進行有關熱電效應的研究，還寫了許多物理課本和實驗室手冊。

## 生平
霍爾出生於美國緬因州的戈勒姆 (緬因州)，並於1875年在該州不倫瑞克的鲍登学院畢業，獲得大學學士學位。爾後，他在約翰·霍普金斯大學進行實驗研究，並於1880年獲得博士學位學位。
霍爾在1879年發現霍爾效應，而當時他正在撰寫他的物理學博士論文。霍爾進行了較為粗略的定量實驗。他將下方緊緊附有一層黃銅的金箔固定於玻璃皿中，金箔的兩端接入直流電源，另外兩端附近放置磁體兩極。然後，他將金箔與黃銅中間一點分別接入電流計兩端。由於我們對電流所流經的薄片狀導體或半導體材料（霍爾元件）垂直施加磁場，這使得元件兩側產生電位差，而該電位差被稱作霍爾電壓。至於霍爾電壓與電流的比值則被稱為霍爾電阻，是材料中元素的特性之一。 1880年，霍爾的實驗結果在《美國科學雜誌》以及《哲學雜誌》以博士論文的形式發表。
霍爾於1895年被任命為哈佛大學的物理學教授，並於1921年退休，爾後在1938年於美國麻薩諸塞州的劍橋去世。他所發現的霍爾效應可以用於磁場感測，並已被多種儀器所使用。另外，在大的磁場強度和低溫的環境下，人們可以觀察到量子霍爾效應，也就是量子化的霍爾電阻。這被作為當今公認的電阻標準。